# Томас Абель Брімейдж Спратт
Томас Абель Брімідж Спратт (англ. Thomas Abel Brimage Spratt, 11 травня 1811 — 12 березня 1888) — англійський віце-адмірал, гідрограф і геолог.

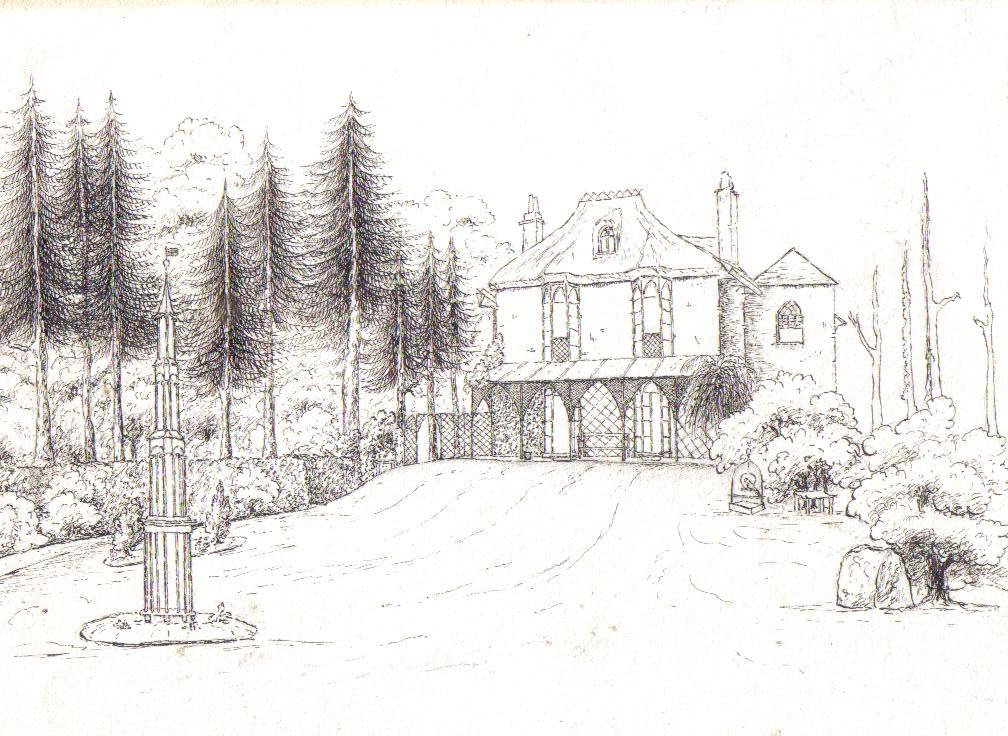
Котедж Вудвей у 1825 році, місце народження Томаса Спратта.

## Життя

Карта Балаклавської бухти, знята Спраттом на Spitfire, 1854 рік.

Томас Спратт народився в Вудвей-Хаус, Іст Тінмут, старший син командира флоту Джеймса Спратта,  який був героєм Трафальгарської битви. Він вступив до Королівського флоту у віці 16 років у 1827 році та був приєднаний до гідрографічного відділу на HMS Victory. Він майже безперервно займався до 1863 року дослідженням Середземного моря. Він отримав своє раннє навчання зйомці від Томаса Грейвза на HMS Mastiff і HMS Meteor. Він був підвищений до лейтенанта в 1841 році, і його першим командуванням був переобладнаний шостий ранг HMS Volage. Потім він змінив Грейвза на посаді командира HMS Spitfire. Він відзначився на Чорному морі під час Кримської війни, плануючи напади на Керч і Кінбурн. Він був підвищений до капітана в 1855 році, і того ж року був призначений компаньйоном Ордена Лазні. Потім йому дали командування HMS Medina, на цьому кораблі він продовжив зйомку в Середземному морі.
Раніше він був пов’язаний з Едвард Форбс, тоді натуралістом «Маяка», і протягом 1841–1843 років вони проводили спостереження за батиметричним розподілом морського життя. Він був особливо зобов’язаний Форбсу за його інтерес до природознавства та геології, і разом вони опублікували «Подорожі по Лікії» тощо (1847). Він був обраний членом Королівського товариства як «Автор «Подорожей по Лікії» та важливих статей у журналах Геологічного та Географічного товариств».
Перебуваючи на лікарняному в Тінмуті через наслідки малярії, він досліджував рухи піщаних барів у Тінмуті та запропонував практичні способи покращення входу в гавань. Він опублікував своє дослідження в 1856 році, і Ісамбард Кіндом Брунель, який у той час будував Південно-Девонську залізницю, привітав його за ясність і практичність його роботи.
Спратт досліджував печери на Мальта і отримав залишки карликового слона (Elephas melitensis), який був описаний Х'ю Фальконер. Він досліджував геологію кількох грецьких островів, береги Малої Азії та дельту Нілу.
Він особливо відзначився своїми «Подорожами та дослідженнями на Крит» (2 т., 1865), у яких описав фізичну географію, геологію, археологію (Елевтерна-Брідж) та природну історію острова. На його честь було названо два викопні види, і йому було присвячено кілька книг. Він був комісаром рибальства з 1866 по 1873 рік. І виконуючим обов’язки консерватора річки Мерсі з 1879 року до своєї смерті в Танбрідж-Веллс 12 березня 1888 року.
Він одружився з Софією Прайс. Двоє синів померли молодими. Сідні Дрейк помер на Мальті (23 грудня 1852 р.) у віці 21 місяця і був похований у історичному саду бастіону Мсіда у Флоріані. Надгробний камінь існує досі. На тому ж камені згадується Вільям Деверо, який помер на острові Крит (12 листопада 1852 р.) у віці 3 років і 6 місяців.

## Роль у відкритті Трої
Одна з карт, зроблених Томасом Спраттом, відома як «Карта Спратта», використовувалася археологами Генріх Шліман, Вільгельм Дерпфельд та Карл Блеген, що сприяло відкриттю Троя, тому що назва «Троя» зі знаком питання була додана німецьким професором класичної старовини, який працював зі Спраттом над місцем справжньої Трої. Він додав його, тому що він був над руїнами ідентифікованого грецького міста «Ново Іліум» (Нова Троя). Побачивши карту, Шліман побачив Трою зі знаком питання і вирішив почати розкопки, що призвело до відкриття Трої.